# Quiqueran de Beaujeu
Charles Joseph de Quiqueran de Beaujeu, né le 21 mai 1700 à Arles, paroisse Notre-Dame la Principale, et mort le 24 juillet 1737 à Albi, est un prélat français du XVIIIe siècle. Il est évêque de Mirepoix en 1736-1737.

## Biographie
Il est fils de Paul Antoine de Quiqueran de Beaujeu et de Louise de Portes et est neveu d'Honoré de Quiqueran de Beaujeu, évêque de Castres.
Quiqueran est grand vicaire de Castres et est nommé évêque de Mirepoix en 1736, mais meurt dès l'année suivante, avant d'avoir pris possession de son diocèse.